# Fraternitaire
Fraternitaire (Patterns of Force) est le vingt-et-unième épisode de la deuxième saison de la série télévisée Star Trek. Il fut diffusé pour la première fois le 16 février 1968 sur la chaîne américaine NBC.
Le capitaine Kirk est chargé d'enquêter sur la disparition du Professeur John Gill. À l'approche de la planète Ekos, l'Enterprise est attaqué par un missile nucléaire, technologie bien au-delà des capacités de la planète. Kirk, Spock et McCoy découvrent bientôt que toute la planète vit sur le modèle de l'Allemagne nazie.

## Distribution

### Acteurs principaux
- William Shatner — James T. Kirk (VF : Yvon Thiboutot)
- Leonard Nimoy — Spock (VF : Régis Dubost)
- DeForest Kelley — Leonard McCoy
- James Doohan — Montgomery Scott
- Nichelle Nichols — Uhura
- Walter Koenig — Pavel Chekov

### Acteurs secondaires
- David Brian - Professeur/Fuhrer John Gill
- Chuck Courtney - Davod
- Skip Homeier - Führer Adjoint Melakon
- Richard Evans - Isak
- Patrick Horgan - Eneg
- Valora Noland - Daras
- William Wintersole - Abrom
- Paul Baxley - Premier soldat
- Peter Canon - Lieutenant de la Gestapo
- Gilbert Green - Major S.S.
- Bart LaRue - Présentateur Nazi
- Ralph Maurer - Lieutenant S.S.
- Ed McCready - Soldat S.S.
- Eddie Paskey - Soldat
- William Blackburn - Lieutenant Hadley / Soldat S.S.

## Résumé
L'équipage de l'Enterprise est envoyé en mission vers le système M43 Alpha afin d'enquêter sur la disparition d'un observateur de la fédération, le professeur John Gill. Celui-ci était un professeur d'histoire reconnu et le capitaine Kirk fut l'un de ses élèves à l'académie de Starfleet. Sa mission était d'observer le développement d'indigènes primitifs issus de la planète Ekos et leur évolution avec le peuple de la planète voisine, Zeon, où les habitants sont plus pacifistes et plus évolués.
Arrivant dans le secteur, l'équipage est étonné de se faire attaquer par un missile thermonucléaire que le vaisseau détruit facilement. Kirk suspecte Gill d'avoir interféré sur l'évolution de la planète Ekos, en violation de la directive première. Lui et Spock se téléportent à la surface d'Ekos. Ils sont surpris de voir les Zeon martyrisés par des habitants d'Ekos dont les costumes et l'ordre militaire sont directement inspirés de l'Allemagne Nazie. Une vidéo projetée en public et montrant une héroïne du parti, Daras, recevant une décoration les informent que Gill est devenu le Führer d'Ekos. Ils tentent de s'introduire dans son quartier général déguisés en officiers, mais la ruse ne prend pas et ils sont arrêtés.
Après avoir été torturés par les soldats, Kirk et Spock sont jetés en prison sous les ordres du chancelier Eneg. Là, ils font la connaissance d'un Zeon, Isak, et réussissent à s'enfuir avec eux. Celui-ci les introduit auprès de la résistance menée par son frère Abrom. Soudain, une escouade de soldats nazis sous les ordres de Daras, l'héroïne du parti aperçue à la télévision, fait irruption et abat Abrom sous leurs yeux, poussant Kirk et Spock à maîtriser les nazis. Mais il s'agit en réalité d'une mise en scène destinée à tester la fidélité de Spock et Kirk. Daras leur apprend que Gill doit faire un discours important ce soir où il lancera définitivement l'éradication de la planète Zeon.
Le groupe, composé de Kirk, Spock, Daras et Isak se font passer pour une équipe de tournage afin de s'introduire dans le bâtiment où Gill doit faire son discours. Ils réussissent à téléporter le Docteur McCoy et à le déguiser en médecin militaire de haut rang. Après le discours de Gill, dans lequel il annonce l'extermination du peuple Zeon et où sa bouche semble bien commodément masquée, ils s'introduisent dans la cabine où il a effectué son discours. McCoy réalise qu'il a été drogué, mais un stimulant ainsi que les pouvoirs de Spock réussissent à lui faire expliquer succinctement la situation. Gill, craignant que la planète se disloque et s'enfonce dans l'anarchie la plus totale, s'est inspiré du régime fasciste afin de l'unifier et la stabiliser, mais il s'est fait doubler par son second, le Führer Adjoint Melakon, qui utilise sa figure et tire les ficelles dans l'ombre afin de détruire définitivement le peuple de Zeon.
Gill réussit toutefois à engager un second discours où il annule tout acte belliqueux envers les Zeon et dénonce la trahison de Melakon, qui panique et le tue avant d'être abattu à son tour par Isak. Daras et Eneg, qui faisait partie de la résistance en tant qu'agent infiltré, sont maintenant à la tête du parti et décident de diriger leur planète en étant en paix avec les habitants de Zeon. De retour sur l'Enterprise Spock, McCoy et Kirk débattent du totalitarisme chez l'être humain.

### Continuité
- Le personnage d'Hikaru Sulu n'apparaît pas dans cet épisode.

## Production

### Écriture
L'idée d'un épisode se déroulant sur une planète totalitaire fut proposée par le producteur John Meredyth Lucas, notamment sur la fascination qu'ils provoquent et sur leur manière de rester au pouvoir. Lorsqu'il proposa son scénario le 7 juin 1967, un autre scénario, Tomorrow the Universe (L'Univers de demain) partait sur une idée similaire. Celui-ci était déjà en cours d'écriture depuis le mois de décembre 1966 par le scénariste Paul Schneider. Dans ce scénario, l'équipage tombait sur une planète qui avait organisé son propre troisième Reich.
Le scénario de Lucas fut jugé plus intéressant que celui de Schneider et ce dernier fut abandonné. Les noms propres font aussi références à la Seconde Guerre mondiale : Zeon renvoie à Zion et ses habitants ont des noms à consonance juive ("Abrom" pour "Abraham", "Davod" pour "David", "Isak" pour "Isaac"). De plus, le personnage d'Eneg est l'anagramme de Gene, en référence au créateur de la série Gene Roddenberry.

### Tournage
Le tournage eut lieu du 29 novembre au 6 décembre 1967 au studio de la compagnie Desilu sur Gower Street à Hollywood, sous la direction du réalisateur Vincent McEveety ainsi qu'à l'extérieur des bâtiments de la Paramount Pictures.
Les décors des sous-sols de la résistance furent des réutilisations de ceux de Les Mines de Horta. La plupart des costumes de nazis furent ainsi emprunté à des films sur le nazisme.

### Post-production
Des extraits du film Le Triomphe de la volonté de Leni Riefenstahl furent utilisés pour illustrer le bulletin d'information que Kirk et Spock regardent sur les écrans extérieurs.

## Diffusion et réception critique

### Diffusion américaine
L'épisode fut retransmis à la télévision pour la première fois le 16 février 1968 sur la chaîne américaine NBC en tant que vingt-et-unième épisode de la deuxième saison.

### Diffusion hors États-Unis
L'épisode fut diffusé au Royaume Uni le 3 août 1970 sur BBC One. En version francophone, l'épisode fut diffusé au Québec en 1971. En France, l'épisode est diffusé le 20 septembre 1986 lors de la rediffusion de l'intégrale de Star Trek sur La Cinq.
À cause de l'utilisation d'uniformes nazis, ainsi que le discours du professeur Gill sur l'efficacité du système national socialiste, l'épisode fut ôté des diffusions allemandes de la série au milieu des années 1970 sur la chaine publique ZDF et dans les années 1980/1990 sur la chaîne privée Sat.1. Il fallut attendre 1995 pour qu'elle soit présentée en version sous-titrée, puis 1996 pour qu'elle soit diffusée sur une chaîne privée et intégré dans les coffrets DVD. Le 4 novembre 2011 l'épisode fut finalement diffusé sur une chaine publique, ZDFneo.

### Réception critique
Dans un classement pour le site Hollywood.com Christian Blauvelt place cet épisode à la 61e position sur les 79 épisodes de la série originelle estimant assez moyen les épisodes se déroulant sur une planète s'inspirant culturellement de la nôtre. Pour le site The A.V. Club Zack Handlen donne à l'épisode la note de B trouvant qu'il y a toujours un certain malaise à voir Kirk et Spock déguisés en nazis. Malgré de nombreux efforts, il trouve que tenter de résoudre le problème du totalitarisme en 50 minutes est le plus gros problème de l'épisode.

## Adaptation littéraire
L'épisode fut romancé sous forme d'une nouvelle de 33 pages écrite par l'auteur James Blish et J.A. Lawrence dans le livre Star Trek 12, un recueil compilant différentes histoires de la série et sortit en novembre 1977 aux éditions Bantam Books.

## Éditions commerciales
Aux États-Unis, l'épisode est disponible sous différents formats. En 1988 et 1990, l'épisode est sorti en VHS et Betamax. L'épisode sortit en version remastérisée sous format DVD en 1999 et 2004.
L'épisode connut une nouvelle version remasterisée sortie le 19 mai 2007 : l'épisode fit l'objet de nouveaux effets spéciaux, notamment les plans de la planète Ekos et de l'Enterprise qui ont été refaits à partir d'images de synthèse. Le passage où l'Enterprise détruit le missile fut entièrement refait. Cette version est comprise dans l'édition Blu-ray, diffusée en septembre 2009.
En France, l'épisode fut disponible avec l'édition VHS de l'intégrale de la saison 2 en 2000. L'édition DVD est sortie le 18 novembre 2004 et l'édition Blu-ray le 27 avril 2009.